# Rabia (Irak)
 (signalé en juillet 2025).
Si vous disposez d'ouvrages ou d'articles de référence ou si vous connaissez des sites web de qualité traitant du thème abordé ici, merci de compléter l'article en donnant les références utiles à sa vérifiabilité et en les liant à la section « Notes et références ».
- Archive Wikiwix
- Bing
- Cairn
- DuckDuckGo
- E. Universalis
- Gallica
- Google
- G. Books
- G. News
- G. Scholar
- Persée
- Qwant
- (zh) Baidu
- (ru) Yandex
- (wd) trouver des œuvres sur Wikidata

Rabia (en arabe : ربيعة) est une ville située dans le nord-ouest de l'Irak, à proximité du poste-frontière avec la ville d'Al-Yarubiyah en Syrie.  
Les deux villes sont habitées par la tribu arabe des Shammar. Rabia se trouve sur la route reliant Al-Shaddadah en Syrie à Mossoul en Irak.